# Асад, Басиль
Басиль аль-Асад (араб.  باسل الأسد ‎; 23 марта 1962, Дамаск, Баасистская Сирия — 21 января 1994, там же) — старший сын бывшего президента Сирии Хафеза Асада, старший брат бывшего президента Сирии Башара Асада, по вероисповеданию — алавит.
Являлся предполагаемым преемником своего отца на посту президента Сирии вплоть до своей смерти в 1994 году.

## Биография
Басиль аль-Асад родился 23 марта 1962 года. Получив образование инженера, он, тем не менее, выбрал военную карьеру. Он быстро стал майором, а затем командиром бригады Республиканской гвардии.
Являясь престолонаследником как старший сын, с юных лет Басиль Асад готовился к тому, чтобы стать президентом после своего отца, Хафеза Асада. Он организовал имевшую широкую огласку борьбу с коррупцией в рамках закона, часто появлялся в полном военном обмундировании на официальных приемах, символизируя преемственность власти в вооруженных силах. Он был также главой Компьютерной ассоциации Сирии.
После последней победы на выборах в 1991 году президента Хафеза Асада публично называют «Абу Басиль» (отец Басиля). Партия Баас в сирийской прессе восхваляла Басиля Асада, как «Золотого Витязя» в связи с его мастерством в верховой езде. Он впервые появился на национальной арене в 1987 году, когда выиграл несколько медалей в конном спорте на региональном турнире. Он также имел репутацию человека, интересующегося быстрыми машинами. Владел французским языком.
Он широко общался с европейскими и арабскими лидерами того периода и был близким другом детей короля Иордании Хусейна. Он также был представлен королю Саудовской Аравии Фахду и лидерам всех ливанских политических партий.

## Смерть
Ранним утром 21 января 1994 года Басиль Асад за рулем «Мерседеса» в тумане на рассвете мчался на скорости более 200 км/ч в международный аэропорт в Дамаске на рейс в Германию, отправляясь на горнолыжный курорт. «Мерседес» на большой скорости вылетел с окружной автострады и ударился об ограждение. Басиль Асад погиб на месте, он даже не был пристегнут. Находившийся с ним в машине его двоюродный брат, Хафиз Махлуф получил тяжёлые травмы и был доставлен в больницу, а официальный водитель, сидевший на заднем сидении почти не пострадал.
После его смерти магазины, школы и государственные учреждения в Сирии были закрыты в течение трёх дней, а дорогие отели приостановили продажу алкоголя. Басиль Асад был возведён в государстве в статус «мученика страны, мученика нации и символа для молодёжи». Многие площади и улицы были названы в его честь. Новый международный плавательный комплекс, различные больницы, спортивные клубы и военная академия были также названы в его честь. Его статуя находится в нескольких сирийских городах, и даже после смерти он часто изображается на рекламных щитах с отцом и братом. Он был похоронен в деревне Кардаха, близ портового города Латакия, где родился его отец, в большом мавзолее. Хафез Асад был похоронен рядом с ним в 2000 году.
Смерть Басиля Асада привела к тому, что его менее известный брат Башар Асад, второй сын Хафеза, который в то время проходил стажировку в офтальмологическом центре в Лондоне, стал рассматриваться как будущий преемник своего отца, и сразу вернулся в Сирию. Самый старший ребёнок Хафеза Асада, дочь Бушра, смогла выйти замуж, и её муж Шаукат, Асеф, стал одним из высших военных руководителей Сирии (Басиль запрещал её замужество). Башар Асад стал президентом после смерти Хафеза Асада 10 июня 2000 года. Плакаты с изображением Басиля Асада и его имя также были использованы для обеспечения плавного перехода власти после Хафеза Асада по лозунгу «Басиль — образец, Башар — будущее».